# Фигурное катание на зимних Олимпийских играх 1956
Соревнования по фигурному катанию на VII зимних Олимпийских Играх прошли с 29 января по 4 февраля 1956 года в Кортина-д’Ампеццо (Италия) на искусственном льду Олимпийского стадиона. Спортсмены соревновались в трёх дисциплинах: в мужском и женском одиночном катании и в парах.

## Медали

### Общий медальный зачёт
| Место | Страна  | Золото | Серебро | Бронза | Всего |
| ----- | ------- | ------ | ------- | ------ | ----- |
| 1     | США     | 2      | 2       | 1      | 5     |
| 2     | Австрия | 1      | 0       | 1      | 2     |
| 3     | Канада  | 0      | 1       | 0      | 1     |
| 4     | Венгрия | 0      | 0       | 1      | 1     |
|       |         |        |         |        |       |
| Всего | Всего   | 3      | 3       | 3      | 9     |

### Медалисты
| Дисциплина                       | Золото                                  | Серебро                               | Бронза                               |
| Мужское одиночное катание детали | Хейз Алан Дженкинс США                  | Рональд Робертсон США                 | Дэвид Дженкинс США                   |
| Женское одиночное катание детали | Тенли Олбрайт США                       | Кэрол Хейсс США                       | Ингрид Вендль Австрия                |
| Парное катание детали            | Австрия · Элизабет Шварц · Курт Оппельт | Канада · Франсис Дефо · Норрис Боуден | Венгрия · Марианна Надь · Ласло Надь |

## Представительство по странам
Всего в Олимпийских играх приняли участие 59 фигуристов (27 мужчин и 32 женщины) из 15 стран (в скобках указано количество фигуристов от страны):
- Австралия (2)
- Австрия (8)
- Венгрия (2)
- Великобритания (8)
- Объединённая германская команда (4)
- Испания (1)
- Италия (2)
- Канада (7)
- Нидерланды (2)
- США (10)
- Финляндия (1)
- Франция (3)
- Чехословакия (4)
- Швейцария (4)
- Швеция (1)

## Факты
- В соревнованиях по фигурному катанию принимали участие спортсмены из Европы, Северной Америки и Австралии с Океанией.
- Самой молодой фигуристкой на Олимпиаде-1956 была Кэролин Патрисия Крау из Великобритании, выступающая в спортивной паре с Родни Вадом, ей было на тот момент всего 12 лет и 170 дней.
- Самым старшим фигуристом на Олимпиаде-1956 был Норрис Боуден из Канады, выступающий в спортивной паре с Франсисой Дефо, ему было 29 лет и 174 дней.
- На VII зимних Олимпийских Играх спортивная делегация из Венгрии состояла только из пары фигуристов, и они выиграли бронзовую медаль.
- Во второй раз в истории Олимпийского фигурного катания спортсмены, представляющие один Национальный Олимпийский Комитет, заняли весь пьедестал (первое, второе и третье место) в рамках одной дисциплины (мужское одиночное катание)[1].